# San Pelayo de Guareña
San Pelayo de Guareña es un municipio y localidad española de la provincia de Salamanca, en la comunidad autónoma de Castilla y León. Se integra dentro de la comarca de la Tierra de Ledesma. Pertenece al partido judicial de Salamanca y a la Mancomunidad Comarca de Ledesma.
Su término municipal está formado por las localidades de Cañedo de las Dueñas, Espino Rapado y San Pelayo de Guareña, ocupa una superficie total de 27,69 km² y según los datos demográficos recogidos por el INE en el año 2017, cuenta con una población de 96 habitantes.

## Geografía
Ríos: No tiene, pero tiene ribera la llamada Ribera de Cañedo, afluente del Tormes. Nace en el término de Topas. Discurre en dirección este-oeste. Recoge en su recorrido por la margen derecha los pequeños caudales del arroyo del Mono, del arroyo de Valle Largo, del regato de Zamayón, del arroyo Regalina y de otro arroyo también denominado Vallelargo que nace en Palacios. Por la izquierda recibe el agua del arroyo de la Vega.
Destacan el Regato de Zamayón y el Regato de Espino.
Vegetación: encina, etc. El matorral está constituido por jaras, escobas, tomillos, zarzas, carrasco, etc.

## Historia
La reconquista de San Pelayo de Guareña fue realizada por los reyes de León una vez que fueron reconquistados Ledesma, Juzbado, Guadramiro o Salamanca por Ramiro II de León en el siglo X. Posteriormente, en 1136 San Pelayo fue otorgado por el rey Alfonso VII de León al obispado de Salamanca, siendo denominado "Sant Pelayo". Con la creación de las actuales provincias en 1833, San Pelayo de Guareña quedó encuadrado en la provincia de Salamanca, dentro de la Región Leonesa. El 2 de julio de 1916, la localidad cambió su denominación oficial de San Pelayo por la de San Pelayo de Guareña.

## Geografía humana

### Demografía
Cuenta con una población de 92 habitantes (INE 2024).
| Gráfica de evolución demográfica de San Pelayo de Guareña entre 1842 y 2021 |
| |
| Población de derecho según los censos de población del INE Población de hecho según los censos de población del INEEn estos censos se denominaba San Pelayo: 1842, 1857, 1860, 1877, 1887, 1897, 1900 y 1910 |

### Núcleos de población
El municipio se divide en varios núcleos de población, que poseían la siguiente población en 2017 según el INE.
| Núcleo de población   | Población |
| --------------------- | --------- |
| San Pelayo de Guareña | 84        |
| Espino Rapado         | 10        |
| Cañedo de las Dueñas  | 2         |

### Transportes
El municipio está relativamente bien comunicado por carretera ya que atraviesa la capital municipal la carretera SA-CV-131 que comunica en sentido oeste con Añover de Tormes y que nace varios kilómetros al este del municipio, en el entronque con la DSA-510 ya en el término municipal de Torresmenudas, y que a través de esta carretera permite comunicar con los vecinos municipios de Forfoleda y Calzada de Valdunciel, donde existe una salida de la autovía Ruta de la Plata que une Gijón con Sevilla y permite dirigirse tanto a Zamora y el norte peninsular como a la capital provincial y el sur del país. La mencionada carretera DSA-510 permite también el enlace con la N-630, de igual recorrido que la autovía, al desembocar en ella.
El transporte público en cambio es inexistente, pues no existen comunicaciones de autobús regulares ni servicios ferroviarios y el aeropuerto más cercano es el aeropuerto de Salamanca, a 54km de distancia.

## Monumentos y lugares de interés
Esta población posee una singularísima iglesia románica, la iglesia de San Pelayo de Guareña. Singularísima por su configuración interior a modo de anfiteatro. El altar se encuentra en un plano inferior a la zona de los feligreses, que se encuentran asistiendo a misa cual teatro romano en escalas, elevándose éstas por encima del altar.

## Cultura

### Fiestas
- 26 y 27 de junio.[11]

## Administración y política
| Partido político                              | 2019  | 2019  | 2019       | 2015  | 2015  | 2015       | 2011  | 2011  | 2011       | 2007  | 2007  | 2007       | 2003  | 2003  | 2003       |
| Partido político                              | %     | Votos | Concejales | %     | Votos | Concejales | %     | Votos | Concejales | %     | Votos | Concejales | %     | Votos | Concejales |
| Partido Popular (PP)                          | 71,88 | 46    | 3          | 74,29 | 52    | 3          | 60,00 | 41    | 4          | 54,55 | 48    | 4          | 36,22 | 46    | 1          |
| Partido Socialista Obrero Español (PSOE)      | 15,63 | 10    | 0          | 4,29  | 3     | 0          | 43,53 | 37    | 1          | 23,86 | 21    | 0          | 8,66  | 11    | 0          |
| Coalición SI por Salamanca (SI)               | —     | —     | —          | —     | —     | —          | 30,59 | 26    | 0          | —     | —     | —          | —     | —     | —          |
| Unión del Pueblo Salmantino (UPSa)            | —     | —     | —          | —     | —     | —          | —     | —     | —          | 43,18 | 38    | 1          | —     | —     | —          |
| Unidad Regionalista de Castilla y León (URCL) | —     | —     | —          | —     | —     | —          | —     | —     | —          | —     | —     | —          | 51,97 | 66    | 4          |